# Căpitanul Fracasse (film din 1961)
Căpitanul Fracasse (titlul original: în franceză Le capitaine Fracasse) este un film de capă și spadă coproducție franco-italiană, realizat în 1961 de regizorul Pierre Gaspard-Huit, după romanul omonim a scriitorului Théophile Gautier, protagoniști fiind actorii Jean Marais, Philippe Noiret, Geneviève Grad și Gérard Barray. 

## Distribuție
- Jean Marais – baronul Philippe de Sigognac, alias „Capitaine Fracasse”
- Philippe Noiret – Hérode
- Geneviève Grad – Isabelle
- Gérard Barray – ducele de Vallombreuse
- Bernard Dhéran – cavalerul de Vidalenc
- Sacha Pitoeff – Matamore (Boisrobert)
- Louis de Funès – Scapin, valetul
- Robert Pizani – Blazius, pedantul
- Danielle Godet – Sérafine, cocheta
- Sophie Grimaldi – Zerbine, subreta
- Renée Passeur – Dame Léonarde, la duègne
- Jacques Toja – Léandre, seducătorul
- Alain Saury – Agostin, hoțul la drumul mare
- Maurice Teynac – marchizul de Bruyères
- Jean Yonnel – prințul de Moussy
- Jean Rochefort – Malartic, un spadasin
- Riccardo Garrone – Jaquemin Lampourde
- Guy Delorme – căpitanul gărzii
- Raoul Billerey – Mérindol, un spadassin
- René Charvey – Ludovic al XIII-lea
- Joëlle Latour – Chiquita, companioana lui Agostin
- Anna Maria Ferrero  – marchizul de Bruyères
- Paul Mercey – hangiul din Poitiers
- Bernard Lajarrige – servitorul baronului de Sigognac
- Robert Berri – un vânzător din piață
- Rivers Cadet – hangiul din Paris
- Henri Guégan – un client
- Christian Marin – valetul Picard
- Franck Maurice – călăul
- Laure Paillette – o femeie bătrână
- Georges Demas – un om al lui Vallombreuse
- Paul Préboist – un om al lui Vallombreuse
- Jacques Préboist – un om al lui Vallombreuse
- Albert Pilette* Georges Sellier – chirurgul lui Vallombreuse